# Gaudechart
Gaudechart é uma comuna francesa na região administrativa de Altos da França, no departamento de Oise. Estende-se por uma área de 5,71 km². Em 2010 a comuna tinha 352 habitantes (densidade: 61,6 hab./km²).